# CIÉ-Klasse A
Die CIÉ-Klasse A (A Class bzw. 001 Class) ist eine Baureihe dieselelektrischer Lokomotiven der irischen Staatsbahn Córas Iompair Éireann (CIÉ).

## Geschichte und Beschreibung

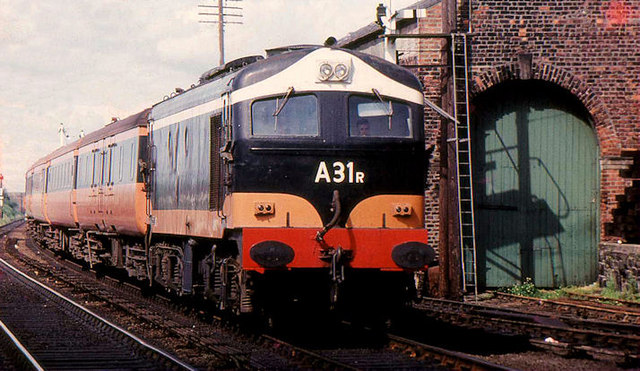
A31R in Lisburn (1973)

Die 60 Lokomotiven wurden in den Jahren 1955 und 1956 im Werk Dukinfield des britischen Unternehmens Metropolitan-Vickers gebaut. Technisch waren sie mit der Class 28 von British Rail verwandt. Sie wurden mit Acht-Zylinder-Zweitakt-Dieselmotoren der Firma Crossley ausgestattet, die eine Leistung von 890 kW aufwiesen.
Die bis zu 120 km/h schnellen Maschinen mit der Achsfolge Co’Co’ wurden auf den Hauptstrecken im Reisezug- und Güterverkehr eingesetzt. Bereits nach wenigen Jahren wurden die installierten Sandstreueinrichtungen, mit deren Hilfe der Rollwiderstand erhöht werden sollte, wieder ausgebaut. Da sich die Crossley-Motoren nicht bewährten, wurden sie zwischen 1968 und 1971 sukzessive durch Zwölf-Zylinder-Motoren des Typs EMD 645 von General Motors ersetzt. Diese entwickelten eine Leistung von 1230 kW; sie wurden jedoch auf 988 kW abgeregelt, um die weiterhin originalen Kühl- und Leistungsübertragungselemente zu schonen. Die umgebauten Maschinen wurden mit dem nachfolgenden Buchstaben R gekennzeichnet – so wurde aus der A31 die A31R.
Zunächst wurden die Loks in einer silberfarbenen Lackierung ausgeliefert, die jedoch schnell verschmutzte. Es folgte eine grüne Farbgebung mit einer schmalen hellgrünen Bauchbinde. Das Farbschema Schwarz und Braun wurde in den 1960er Jahren eingeführt.
Am 5. Dezember 1963 blieb die Lokomotive A17 mit einem Reisezug von Dublin nach Westport bei Mullingar liegen. Die ihr zu Hilfe eilende A42 kollidierte bei einer Geschwindigkeit von 30 bis 40 mph mit dem stehenden Zug; beide Maschinen wurden beschädigt, 16 Personen wurden verletzt.
Ab 1972 wurde die A Class in 001 Class umgezeichnet und die Lokomotiven in 001 bis 060 umnummeriert. Da mittlerweile alle Maschinen neue Motoren erhalten hatten, war diesbezüglich eine gesonderte Markierung nicht mehr notwendig: Aus der A31R wurde die 031.

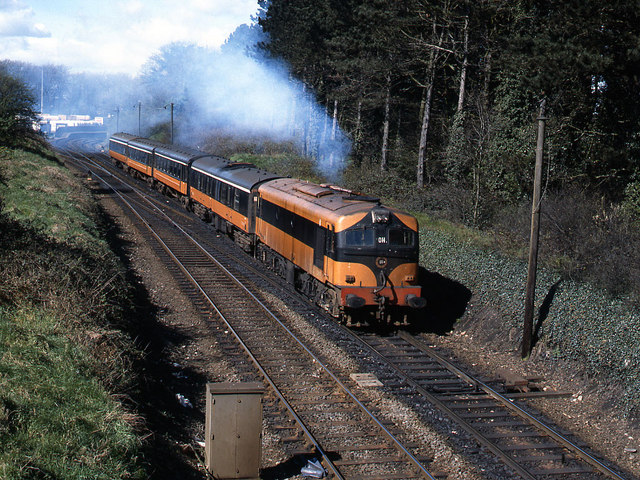
014 bei der Ausfahrt aus Drogheda (1989)
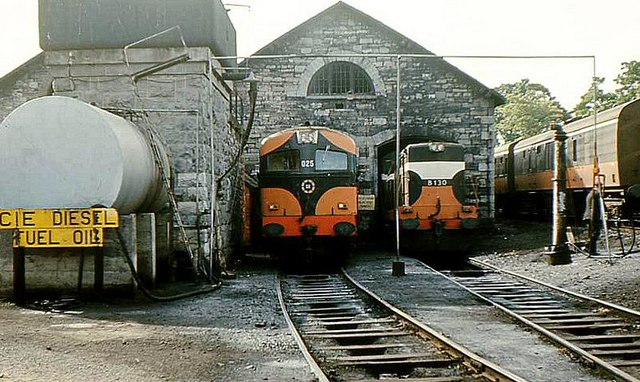
025 im Betriebswerk Sligo (1975)
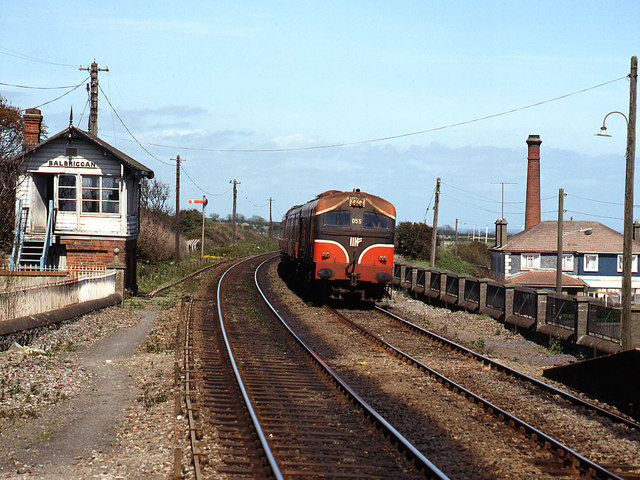
055 erreicht den Bahnhof Balbriggan (1993)
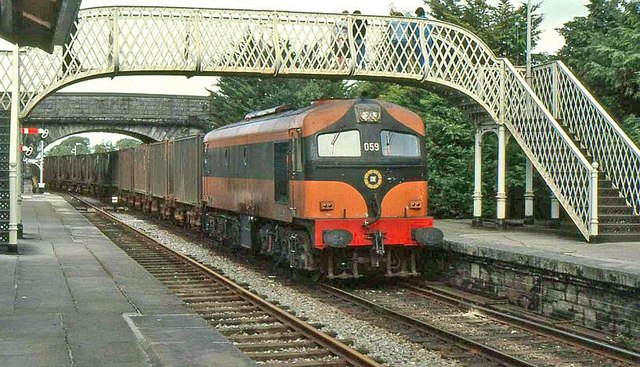
059 in Athenry (1985)

## Verbleib

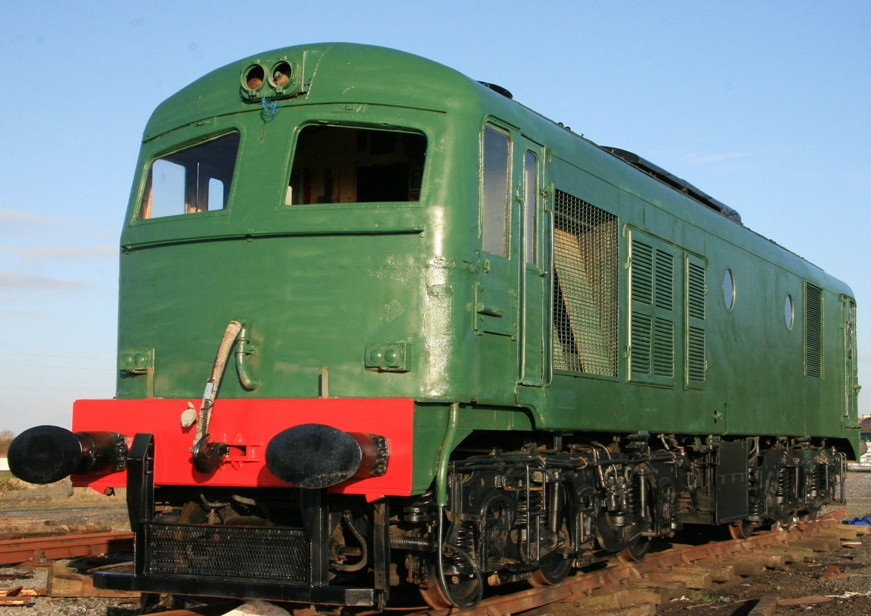
A15 der West Clare Railway

Die Lokomotiven der nun als 001 Class bezeichneten Baureihe wurden zwischen 1973 und 1995 abgestellt. Vier der Maschinen blieben erhalten: Die A3 und die A39 sind in betriebsfähigem Zustand, die A15 befindet sich bei der Museumsbahn West Clare Railway. Im Hells Kitchen Railway Museum in Castlerea ist die A55 in grüner Lackierung mit weißer Bauchbinde ausgestellt.